# Mahal (Israel)
Mahal (en hebreo: מח״ל), es un acrónimo de las palabras hebreas Mitnadvei Chutz LaAretz, (en hebreo: מתנדבי חוץ לארץ), (en español: voluntarios extranjeros). El Mahal es servicio militar voluntario en las Fuerzas de Defensa de Israel abierto a hombres y mujeres judíos que no sean ciudadanos del estado de Israel. Dependiendo de las habilidades lingüísticas de los voluntarios, el servicio militar dura entre 14 o 18 meses, el límite superior de edad para las mujeres es de 21 años y para los hombres 24 años. Los médicos pueden ser voluntarios hasta los 36 años. Las personas no judías (goyim) pueden servir en las FDI sin llevar armas en el programa de voluntarios Sar-El.

## Historia
Mahal (en hebreo: מח"ל) se refiere a un grupo de voluntarios extranjeros que lucharon junto a las fuerzas israelíes durante la guerra árabe-israelí de 1948. Unos 4.000 voluntarios, en su mayoría judíos, pero también no judíos (goyim) llegaron de todo el Mundo. Durante la Guerra de Independencia de Israel en 1948, muchas personas no judías sirvieron con las FDI. En 1948 había aproximadamente 4.000 voluntarios, 119 de los cuales murieron, entre ellos el General de Brigada David Marcus. Para honrarlos, el Estado de Israel erigió un monumento en el Parque Isaac Rabin en 1993, donde se mencionan los nombres de todos los combatientes y sus respectivas nacionalidades.

## Voluntarios extranjeros en las FDI
Los residentes en el extranjero pueden servir en las FDI a través de varios programas de voluntariado dirigidos a jóvenes no israelíes de origen judío que sean residentes legales en Israel (y descendientes de un abuelo judío) e israelíes en el extranjero menores de 24 años (hombres), 21 años (mujeres), o 36 años (médicos). Los programas normalmente constan de 18 meses de servicio en las FDI (21 meses, si es necesario un programa de estudios en hebreo o ulpán en las FDI), incluido un entrenamiento extendido para quienes se unen a unidades de combate o 1 mes de entrenamiento no relacionado con el combate. Todos los voluntarios extranjeros sirven en unidades militares israelíes regulares. Sar-El es otro programa de voluntariado de las FDI abierto a judíos y no judíos que se centra en apoyo fuera del combate.